# 元気かい…
『元気かい…』（げんきかい…）は、吉幾三が1986年5月25日に発表のスタジオ・アルバム。
ビクター時代から通算3枚目、キャッツタウン移籍後は前作に続き2枚目のアルバムとなる。
これまで多かったコミックソングではなく、本格的な演歌を志向した作品が多く、のちの大ヒット曲となる「雪國」も収録。

## 収録曲
A面
1. 演歌がいいね
2. 釜山
3. 薄化粧
「雪國」のB面曲。
4. みちのくブルース
5. 横浜（ハマ）ものがたり

B面
1. 雪國
2. 北・漁・港
3. シルク・ロード
4. Long Song